# Arrdee
Arrdee (* 12. September 2002 in Brighton als Riley Davies), auch ArrDee geschrieben, ist ein englischer Rapper. 2021 hatte er seinen Durchbruch mit einem TikTok-Remix-Auftritt und konnte sich danach mit mehreren Songs in den britischen Charts platzieren.

## Biografie
Riley Davies alias Arrdee (Lautschreibweise seiner Initialen R. D.) wuchs in Woodingdean, einem Vorort des Seebads Brighton, auf, begann als Teenager mit dem Rappen und stellte einige Songs online. 2021 nach der Veröffentlichung eines Freestyles startete er ernsthaft und hatte mit seiner ersten Single Cheeky Bars erste Social-Media-Erfolge. Seinen Durchbruch hatte er wenig später mit einem Remixbeitrag von Tion Waynes und Russ Millions Song Body. Er wurde in die offizielle Remixversion aufgenommen, die im Mai Platz 1 der UK-Charts erreichte.
Nur einen Monat später konnte er mit dem Song Oliver Twist selbst einen Top-10-Erfolg feiern. Im Sommer folgten Festivalauftritte unter anderem beim Wireless und beim Reading Festival. In die Charts kam er mit Gastbeiträgen auf Wasted, ein weiterer Top-10-Hit mit Digga D, und Wid It zusammen mit Tion Wayne. Im November folgte mit Flowers (Say My Name) sein dritter Top-10-Hit und seine zweite Goldene Schallplatte. Am 3. Februar 2022 wurde War als Kooperation mit Aitch veröffentlicht. Anschließend wurde Arrdees erstes Mixtape Pier Pressure für den 18. März 2022 angekündigt. Er stieg damit auf Platz 2 der Albumcharts ein.

## Diskografie

### Mixtapes
| Jahr | Titel         | Höchstplatzierung, Gesamtwochen, AuszeichnungChartsChartplatzierungen (Jahr, Titel, Platzierungen, Wochen, Auszeichnungen, Anmerkungen) | Anmerkungen                         |
| Jahr | Titel         | UK | Anmerkungen                         |
| ---- | ------------- | --- | ----------------------------------- |
| 2022 | Pier Pressure | UK2 Gold · (39 Wo.)UK | Erstveröffentlichung: 18. März 2022 |

### Singles
| Jahr | Titel Album                         | Höchstplatzierung, Gesamtwochen, AuszeichnungChartsChartplatzierungen (Jahr, Titel, Album, Platzierungen, Wochen, Auszeichnungen, Anmerkungen) | Anmerkungen                                          |
| Jahr | Titel Album                         | UK | Anmerkungen                                          |
| ---- | ----------------------------------- | --- | ---------------------------------------------------- |
| 2021 | Oliver Twist Pier Pressure          | UK6 Platin · (13 Wo.)UK | Erstveröffentlichung: 3. Juni 2021                   |
| 2021 | Jiggy (Whiz) –                      | UK99 (1 Wo.)UK | Erstveröffentlichung: 29. Juli 2021                  |
| 2021 | Flowers (Say My Name) Pier Pressure | UK5 Platin · (19 Wo.)UK | Erstveröffentlichung: 4. November 2021               |
| 2022 | War Pier Pressure                   | UK6 Silber · (9 Wo.)UK | Erstveröffentlichung: 3. Februar 2022 mit Aitch      |
| 2022 | Come & Go Pier Pressure             | UK16 Silber · (9 Wo.)UK | Erstveröffentlichung: 3. März 2022                   |
| 2022 | Early Hours Pier Pressure           | UK41 (3 Wo.)UK | Erstveröffentlichung: 17. März 2022                  |
| 2022 | Hello Mate Pier Pressure            | UK37 (5 Wo.)UK | Erstveröffentlichung: 14. Juli 2022 feat. Kyla       |
| 2023 | Home for My Heart –                 | UK35 (7 Wo.)UK | Erstveröffentlichung: 9. März 2023 mit Cat Burns     |
| 2023 | One Direction –                     | UK58 (1 Wo.)UK | Erstveröffentlichung: 27. Juli 2023 mit Bugzy Malone |

Weitere Lieder
- 2021: Cheeky Bars
- 2021: 6AM in Brighton

### Als Gastmusiker
| Jahr | Titel Interpretation                                    | Höchstplatzierung, Gesamtwochen, AuszeichnungChartsChartplatzierungen (Jahr, Titel, Interpretation, Platzierungen, Wochen, Auszeichnungen, Anmerkungen) | Anmerkungen                              |
| Jahr | Titel Interpretation                                    | UK | Anmerkungen                              |
| ---- | ------------------------------------------------------- | --- | ---------------------------------------- |
| 2021 | Wasted Digga D featuring Arrdee                         | UK6 Platin · (15 Wo.)UK | Erstveröffentlichung: 13. August 2021    |
| 2021 | Wid It Tion Wayne featuring Arrdee                      | UK19 (9 Wo.)UK | Erstveröffentlichung: 19. August 2021    |
| 2022 | Messy in Heaven Venbee featuring Goddard & Arrdee       | UK3 (49 Wo.)UK | Erstveröffentlichung: 11. November 2022  |
| 2023 | Liquor & Cigarettes Chase & Status feat. Hedex & Arrdee | UK17 Gold · (12 Wo.)UK | Erstveröffentlichung: 15. September 2023 |

## Auszeichnungen für Musikverkäufe
Anmerkung: Auszeichnungen in Ländern aus den Charttabellen bzw. Chartboxen sind in ebendiesen zu finden.
| Land/RegionAuszeichnungen für Musikverkäufe (Land/Region, Auszeichnungen, Verkäufe, Quellen) | Silber     | Gold     | Platin     | Verkäufe  | Quellen   |
| -------------------------------------------------------------------------------------------- | ---------- | -------- | ---------- | --------- | --------- |
| Vereinigtes Königreich (BPI)                                                                 | 2× Silber2 | 2× Gold2 | 3× Platin3 | 2.500.000 | bpi.co.uk |
| Insgesamt                                                                                    | 2× Silber2 | 2× Gold2 | 3× Platin3 |           |           |